# Air (Franse band)
Air is een band uit Frankrijk, bestaand uit twee leden, Nicolas Godin en Jean-Benoît Dunckel.

## Geschiedenis
Air werd opgericht in 1995. Hun zeer gewaardeerde tweede album Moon Safari zorgde voor hun doorbraak. Dit album werd gevolgd door de albums The Virgin Suicides (soundtrack), 10000Hz Legend en Talkie Walkie. Hun eerste album, Premiers Symptomes, werd direct na het succes van Moon Safari opnieuw uitgebracht. Van Moon Safari werd het nummer All I Need een hit. Deze werd met de Amerikaanse zangeres Beth Hirsch opgenomen. 
Air staat vooral bekend om hun warme geluid, afkomstig uit allerlei vintage synthesizers uit de jaren 70 en andere oude instrumenten (onder andere Minimoog, Korg MS20, Solina String Ensemble, Wurlitzer en Rhodes). Ze halen hun invloeden uit bands/artiesten zoals Jean Michel Jarre, Vangelis, Pink Floyd, Burt Bacharach, Tangerine Dream, The Cars, Tomita en Serge Gainsbourg. Air heeft hier en daar ook duidelijke jazzinvloeden, ze zijn in elk geval niet vies van een stukje improvisatie als ze live optreden.
Voordat Air opgericht werd speelden Godin en Dunckel in de band Orange met namen als Alex Gopher, Xavier Jamaux en Etienne de Crécy. Deze namen komen later ook weer terug in remixen van Airs nummers.
De muziek van Air wordt vaak gebruikt in documentaires en films als achtergrondmuziek.

## Discografie

### Albums
| Album met eventuele hitnotering(en) in de Nederlandse Album Top 100 | Datum van verschijnen | Datum van binnenkomst | Hoogste positie | Aantal weken | Opmerkingen            |
| ------------------------------------------------------------------- | --------------------- | --------------------- | --------------- | ------------ | ---------------------- |
| Premiers symptômes                                                  | 1997                  | -                     |                 |              |                        |
| Moon Safari                                                         | 16-01-1998            | 21-02-1998            | 26              | 31           |                        |
| Premiers symptômes                                                  | 24-08-1999            | -                     |                 |              |                        |
| The Virgin Suicides                                                 | 28-02-2000            | 18-03-2001            | 89              | 3            | Soundtrack             |
| 10000 Hz Legend                                                     | 28-05-2001            | 09-06-2001            | 54              | 4            |                        |
| Everybody Hertz                                                     | 18-02-2002            | -                     |                 |              |                        |
| City Reading (Tre Storie Western)                                   | 25-03-2003            | -                     |                 |              | met Alessandro Baricco |
| Talkie Walkie                                                       | 26-01-2004            | 31-01-2004            | 17              | 12           |                        |
| Late Night Tales: Air                                               | 11-09-2006            | -                     |                 |              | Remixalbum             |
| Pocket Symphony                                                     | 02-03-2007            | 03-03-2007            | 30              | 6            |                        |
| Love 2                                                              | 02-10-2009            | 10-10-2009            | 43              | 2            |                        |
| Le voyage dans la lune                                              | 03-02-2012            | 11-02-2012            | 40              | 3            | Soundtrack             |

| Album met hitnotering(en) in de Vlaamse Ultratop 200 albums | Datum van verschijnen | Datum van binnenkomst | Hoogste positie | Aantal weken | Opmerkingen |
| ----------------------------------------------------------- | --------------------- | --------------------- | --------------- | ------------ | ----------- |
| Moon Safari                                                 | 1998                  | 07-02-1998            | 48              | 1            |             |
| The Virgin Suicides                                         | 2001                  | 18-03-2001            | 37              | 1            | Soundtrack  |
| 10000 Hz Legend                                             | 2001                  | 09-06-2001            | 20              | 4            |             |
| Talkie Walkie                                               | 2004                  | 31-01-2004            | 2               | 17           |             |
| Pocket Symphony                                             | 2007                  | 10-03-2007            | 4               | 10           |             |
| Love 2                                                      | 2009                  | 10-10-2009            | 15              | 6            |             |
| Le voyage dans la lune                                      | 2012                  | 11-02-2012            | 19              | 7            | Soundtrack  |

### Singles
| Single met eventuele hitnotering(en) in de Nederlandse Top 40 | Datum van verschijnen | Datum van binnenkomst | Hoogste positie | Aantal weken | Opmerkingen                 |
| ------------------------------------------------------------- | --------------------- | --------------------- | --------------- | ------------ | --------------------------- |
| All I Need                                                    | 09-11-1998            | 16-01-1999            | 25              | 7            | Nr. 23 in de Mega Top 100   |
| Cherry Blossom Girl                                           | 16-02-2004            | -                     |                 |              | Nr. 90 in de Single Top 100 |
| Alpha Beta Gaga                                               | 09-08-2004            | -                     |                 |              | Nr. 98 in de Single Top 100 |

| Single met hitnotering(en) in de Vlaamse Ultratop 50 | Datum van verschijnen | Datum van binnenkomst | Hoogste positie | Aantal weken | Opmerkingen |
| ---------------------------------------------------- | --------------------- | --------------------- | --------------- | ------------ | ----------- |
| Sexy Boy                                             | 1998                  | 31-01-1998            | tip11           | -            |             |
| Kelly Watch the Stars                                | 1998                  | 23-05-1998            | tip12           | -            |             |
| All I Need                                           | 1998                  | 23-01-1999            | tip18           | -            |             |
| Cherry Blossom Girl                                  | 2003                  | 24-01-2004            | tip15           | -            |             |
| Parade                                               | 09-01-2012            | 25-02-2012            | tip42           | -            |             |

### NPO Radio 2 Top 2000
| Nummer met noteringen in de NPO Radio 2 Top 2000 | '05 | '06 | '07 | '08 | '09 | '10 | '11 | '12 | '13 | '14 | '15 | '16 | '17 | '18 | '19  | '20  | '21  | '22  | '23  | '24  |
| ------------------------------------------------ | --- | --- | --- | --- | --- | --- | --- | --- | --- | --- | --- | --- | --- | --- | ---- | ---- | ---- | ---- | ---- | ---- |
| All I Need                                       | 690 | 415 | 201 | 559 | 461 | 480 | 414 | 432 | 539 | 516 | 553 | 528 | 546 | 841 | 1040 | 1101 | 1240 | 1178 | 1237 | 1011 |

1. ↑  Een vetgedrukt getal geeft de hoogste notering aan.
2. ↑  2005 was het eerste jaar met een notering voor dit nummer.

### Overige

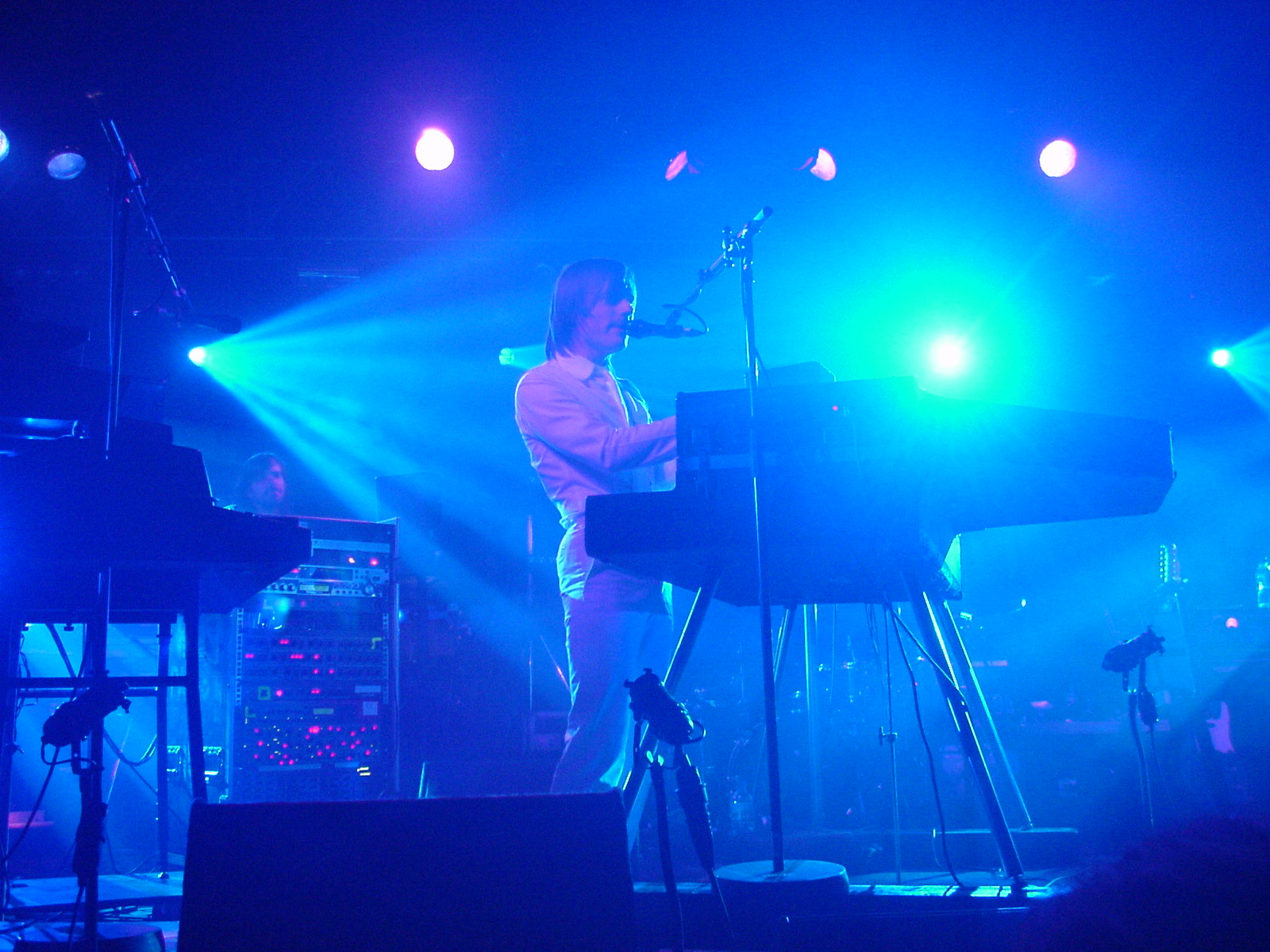
Jean-Benoît Dunckel op Manchester Academy

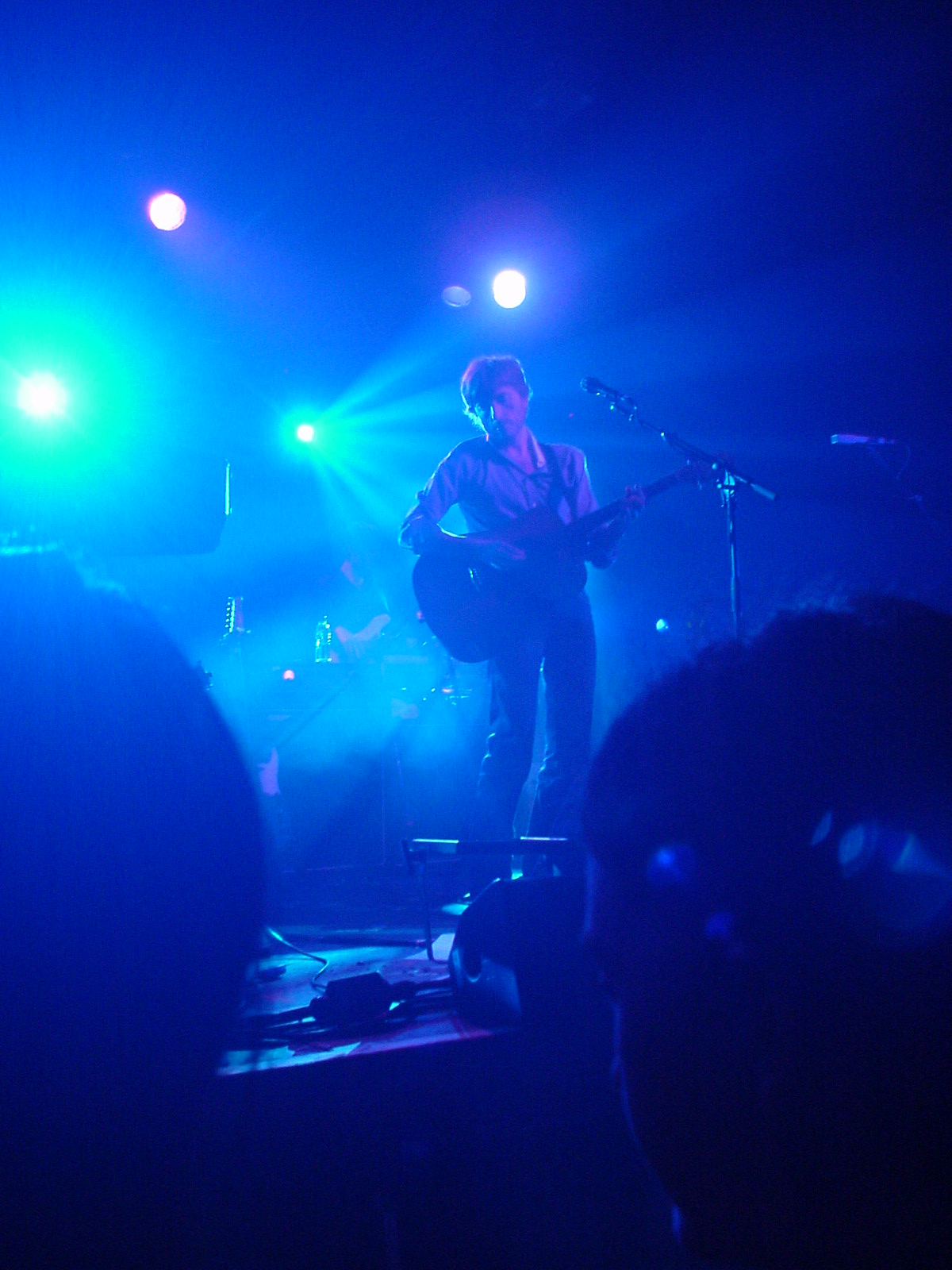
Nicolas Godin op Manchester Academy

#### Compilaties
- 1995 Modular Mix op SourceLab - 12"/cd Source
- 1996 Casanova 70 op SourceLab 2 - 12"/cd Source
- 1997 Soldissimo (EDC Remix) op Superdiscount- 12"/cd Solid
- 1997 Cosmic Bird (with Jean-Jacques Perrey) op SourceLab 3Y - 12"/cd Source
- 2000 Planet Vega op At Home With The Groovebox - 12"/cd Grand Royal
- 2002 Dirty Trip (Live) op Rarewerks II - cd Astralwerks
- 2016 Twenty Years  2 cd-compilatie

#### Remixen, non-albums en live tracks
- 1996 Ollano Latitudes (Air Remix) op Latitudes - 12" Artefact
- 1997 Crustation Purple (La Femme D'Argent Mix) op Purple - 12"/cd Jive
- 1997 Neneh Cherry Kootchi (Air Remix) op Neneh Chérie Remixes - 100% French Mixes - cd Hut
- 1997 Depeche Mode Home (Air "Around The Golf" Remix) op Home - 12"/cd Mute
- 1997 Alex Gopher Brakes On Mix op Gordini Mix Remixes - 12"/cd Solid
- 1998 Étienne Daho Me Manquer (Londres En Été - Air Remix) op A New World - 12"/cd Virgin
- 1998 Air met Françoise Hardy Jeanne (Sexy Boy B-kant)
- 1998 Mabrouk (Moon Safari Tour, Titel track van de Franse televisieshow 30 Millions D’Amis)
- 1998 Be A Bee (Moon Safari Tour)
- 1998 Le Slow (Moon Safari Tour, cover van Melissa van Francis Lai, Bilitis soundtrack)
- 1998 Maggot Brain (Moon Safari Tour, cover van Maggot Brain van George Clinton & The Parliament)
- 1998 Tomorrow Never Knows (Moon Safari Tour, cover van Tomorrow Never Knows van Beatles)
- 1998 Close Encounters Of The Third Kind (Moon Safari Tour, cover van de soundtrack van John Williams)
- 1998 Blue Monday (Moon Safari Tour, cover van Blue Monday van New Order)
- 1999 Beth Hirsch Minor's Son (met J.B. Dunckel op Rhodes)
- 1999 Alex Gopher Ralph And Kathy met J.B. Dunckel op toetsen en MS20)
- 2002 David Bowie A Better Future (Air Remix) op Heathen (Ltd. Edition) - cd Virgin
- 2002 Summer Love (Demo Version) (Deck Safari Part 2)
- 2002 Flowerhead (Everybody Hertz Japan Bonus Track)
- 2004 Easy Going Woman (Talkie Walkie Japan Bonus Track)
- 2006 The songs that we sing - Charlotte Gainsbourg (producing-mixing)
- 2007 Late Night Tales - (Compilatie en Remix, tracks van diverse artiesten)

#### Extra singles en album remixen
- 1998 Sexy Boy (Bertrand Version, Bertrand Burgalat)
- 1998 Sexy Boy (Deep Dish Remixes, Promo alleen 12")
- 1999 Sexy Boy (QAF Remix)
- 1999 All I Need (BB Breakbeat Mix)
- 2002 Le Soleil Est Près de Moi (Money Mark Remix, Premiers Symptômes Japan Bonus Track)
- 2002 Le Soleil Est Près de Moi (Buffalo Daughter Remix, Premiers Symptômes Japan Bonus Track)

### Video's en films
- 1998 Sexy Boy (video, Mike Mills)
- 1998 Kelly Watch The Stars (video, Mike Mills)
- 1998 All I Need (video, Mike Mills)
- 1999 Le Soleil Est Près De Moi (video, Mike Mills)
- 1999 Eating Sleeping Waiting And Playing (dvd, Moon Safari Tour)
- 2000 The Virgin Suicides (film van Sofia Coppola)
- 2000 Playground Love (video, Sofia & Roman Coppola)
- 2001 Radio #1 (video, Alex & Martin)
- 2001 How Does It Make You Feel (video, Antoine Bardou-Jacquet / Ludovic Houplain)
- 2001 Don't Be Light (video, Jean-François Moriceau / Petra Mryzk)
- 2002 Sexy Boy, Kelly Watch The Stars, All I Need, Le Soleil Est Près De Moi, Playground Love, Radio #1, How Does It Make You Feel (promotie-dvd voor Everybody Hertz)
- 2003 Alone in Kyoto (soundtrack in 'Lost in Translation', film van Sofia Coppola)
- 2004 Electronic Performers, Talisman, Don't be Light, People In The City, La Femme D'Argent (Talkie Walkie-bonus-dvd)
- 2004 Cherry Blossom Girl (video, Kris Kramski)
- 2004 Surfing On A Rocket (video, Antoine Bardou-Jacquet / Romain Guillon)
- 2004 Alpha Beta Gaga (video, Mathieu Tonetti)

### Speciale projecten
- 2002 Monochromaticomouss (Hormonorium, Installation by Décosterd & Rahm)
- 2002 Polyvibratorwaves (Hormonorium, Installation by Décosterd & Rahm)
- 2002 Orange Blossom (Peinture Placebo, Installation by Décosterd & Rahm)
- 2002 Ginger (Peinture Placebo, Installation by Décosterd & Rahm)
- 2003 Near Life Experience (Ballet, Angelin Preljocaj)
- 2004 Pink TV (TV Signation)